# Staafkerk van Høre

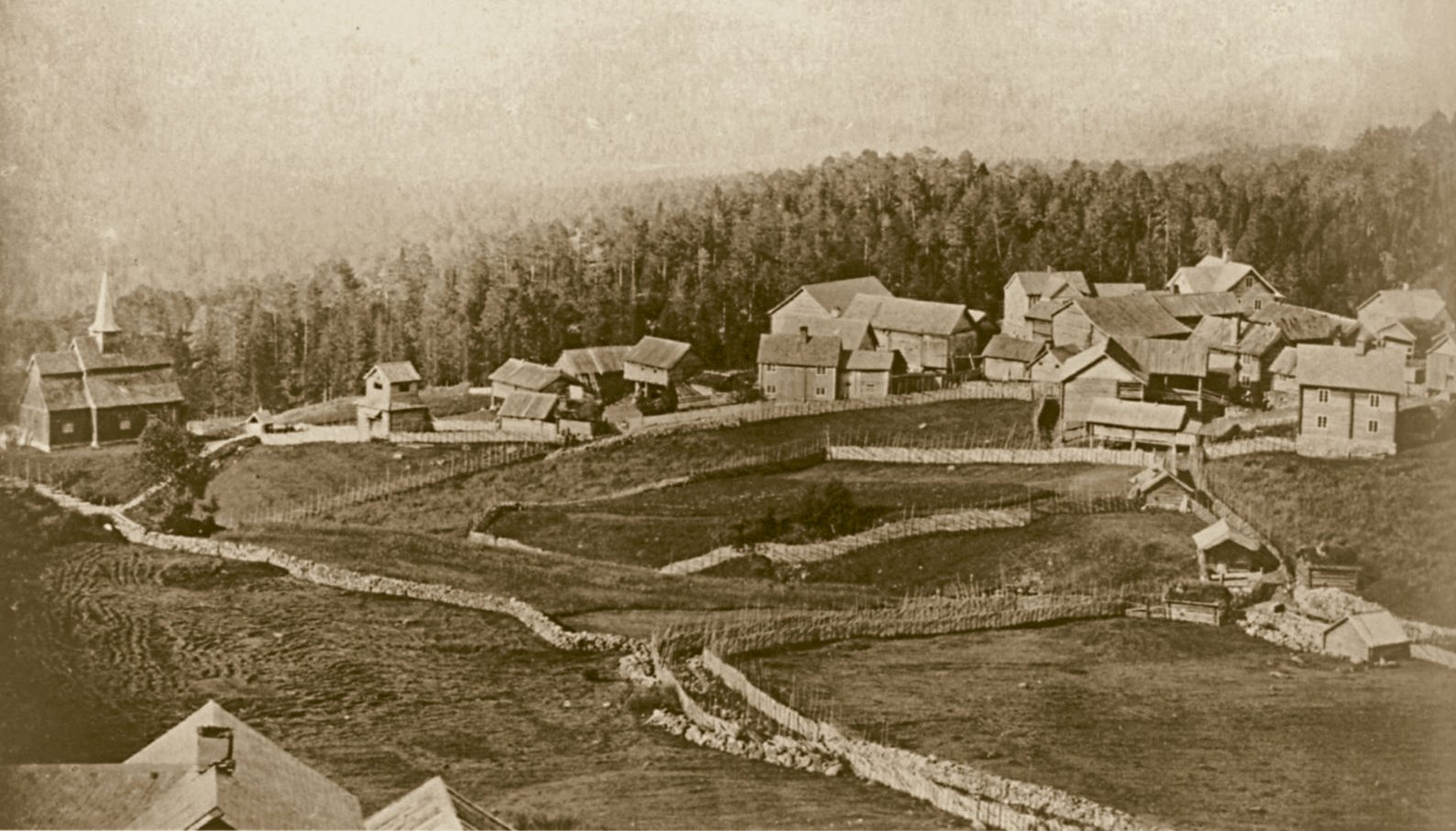
Staafkerk van Høre, 1880

De staafkerk van Høre ligt in het Noorse plaatsje Høre in (Oppland.
Naar alle waarschijnlijkheid heeft de staafkerk van Høre twee voorgangers. De eerste kerk is gedateerd op 1050. Rond 1100 is er een nieuwe kerk gebouwd van zo'n 13 m² met nog een koor van 4 m². Uiteindelijk is er rond 1180  de huidige staafkerk gebouwd. Deze is gebouwd met vier staanders (staven). Uit de staanders zijn aan de bovenkant gezichten gesneden. De gebouw heeft twee ingangen die versierd zijn met drakenmotieven.
In 1177 bracht volgens de Sverris saga koning Olav II het christendom naar Valdres. Kort daarna sloten Elling, heerser van Kvie, en zijn broer Audun zich aan bij koning Sverre. Erling Jarl en zijn zoon Magnus Erlingsson vochten tegen Sverre. Twee jaar later kwam Erling om in de slag bij Nidaros.
In de staafkerk is een runeninscriptie te vinden die dit verhaal bevestigt: "Þá, um þat sumar [létu] þeir brœðr Erlingr ok Auðun hôggva till kirkju þessar, er Erlingr ja[rl fe]ll í Niðarósi." Oftewel: "De zomer dat de gebroeders Elling en Audun opdracht gaven om (bomen) te hakken voor deze kerk, stierf Erling Jarl in Nidaros."
In de literatuur wordt de kerk pas genoemd in 1327.
Vanaf de 17de eeuw is de staafkerk vele malen aangepast en verbouwd.
De staafkerk van Høre en de staafkerk van Lomen - die beide in dezelfde vallei staan - zijn waarschijnlijk door dezelfde bouwers gemaakt. Deze staafkerken zijn op dezelfde manier gebouwd.